# Nhà thờ Thánh Michael Tổng lãnh thiên thần ở Košice
Nhà thờ Thánh Michael Tổng lãnh thiên thần ở Košice (tiếng Slovakia: Kostol svätého Michala archanjela v Košice), còn được gọi là Nhà thờ Uršulín, là một nhà thờ được xây dựng theo phong cách kiến trúc Baroque, tọa lạc trên phố Mäsiarská trong khu Phố cổ của thành phố Košice, Slovakia. Vào ngày 16 tháng 10 năm 1963, nhà thờ này được ghi danh vào Danh sách Di tích Trung ương theo quyết định của Bộ Văn hóa Cộng hòa Slovakia.

## Lịch sử
Nhà thờ ban đầu được xây dựng để phục vụ những người theo chủ nghĩa Calvin. Việc xây dựng nhà thờ do hai thợ xây Ján Brad và Baltazár Reiner đảm nhiệm. Trước năm 1698, nhà thờ được Giáo hội Tin lành và Giáo hội Công giáo luân phiên sở hữu. Quân đội cũng từng trưng dụng tòa nhà của nhà thờ làm kho chứa vũ khí. Dòng Ursulín đến Košice vào năm 1698, và tiếp quản nhà thờ từ năm 1731.
Một trận hỏa hoạn xảy ra trong nhà thờ vào năm 1840 và một cơn bão xảy ra vào năm 1876 đã khiến nhà thờ bị hư hại, nhưng sau đó tháp chuông và mái của nhà thờ được sửa chữa. Sau nhiều lần trùng tu và tái thiết, nội thất của nhà thờ có đầy đủ các đặc điểm của phong cách kiến trúc Baroque, Rococo, Cổ điển và Tân nghệ thuật.